# NGC 7427
NGC 7427 es una galaxia lenticular (S0) localizada en la dirección de la constelación de Pegaso. Posee una declinación de +08° 30' 22" y una ascensión recta de 22 horas, 57 minutos y 09,8 segundos.